# Bactrocera exspoliata
Bactrocera exspoliata är en tvåvingeart som först beskrevs av Erich Martin Hering 1941.  Bactrocera exspoliata ingår i släktet Bactrocera och familjen borrflugor. Inga underarter finns listade.